# Mydaea emeishanna
Mydaea emeishanna este o specie de muște din genul Mydaea, familia Muscidae, descrisă de Feng și Deng în anul 2001.
Este endemică în Sichuan. Conform Catalogue of Life specia Mydaea emeishanna nu are subspecii cunoscute.